# Anantnag
Anantnag (o Islamabad) è una suddivisione dell'India, classificata come town committee, di 63.437 abitanti, capoluogo del distretto di Anantnag, nel territorio del Jammu e Kashmir. In base al numero di abitanti la città rientra nella classe II (da 50.000 a 99.999 persone).

## Geografia fisica
La città è situata a 33° 43' 60 N e 75° 9' 0 E e ha un'altitudine di 1.600 m s.l.m..

## Società

### Evoluzione demografica
Al censimento del 2001 la popolazione di Anantnag assommava a 63.437 persone, delle quali 34.773 maschi e 28.664 femmine. I bambini di età inferiore o uguale ai sei anni assommavano a 6.426, dei quali 3.206 maschi e 3.220 femmine. Infine, coloro che erano in grado di saper almeno leggere e scrivere erano 37.907, dei quali 23.856 maschi e 14.051 femmine.